# Eclipse lunar de noviembre de 2020
| Eclipse penumbral de luna 30 de noviembre de 2020                          | Eclipse penumbral de luna 30 de noviembre de 2020 |
| -------------------------------------------------------------------------- | ------------------------------------------------- |
| Previo                                                                     | Eclipse \| Eclipse total \| Saros                 |
| Posterior                                                                  | Eclipse \| Eclipse total \| Saros                 |
| Eclipse lunar, Mineápolis, Minesota (EE. UU.) 9:24 UTC                     |                                                   |
| La Luna pasando de derecha a izquierda a través de la sombra de la Tierra. |                                                   |
| Gamma                                                                      | -1.1309                                           |
| Magnitud                                                                   | 0.8285                                            |
| Saros                                                                      | 116 (58 de 73)                                    |
| Duración (h:min:s)                                                         |                                                   |
| Penumbra                                                                   | 09:29:38                                          |
| Contactos                                                                  |                                                   |
| P1                                                                         | 07:32:21 UTC                                      |
| Máximo                                                                     | 09:42:49 UTC                                      |
| P4                                                                         | 11:53:20 UTC                                      |

Un eclipse lunar penumbral ocurrió el 30 de noviembre del 2020, siendo el cuarto y último de los cuatro eclipses lunares penumbrales de 2020.

## Visualización

### Mapa
El siguiente mapa muestra las regiones desde las cuales pudo ser visible el eclipse. En negro, las zonas que no observaron el eclipse; en blanco, las que sí lo vieron; y en gris, las regiones que pudieron ver el eclipse durante la salida o puesta de la luna.

### Perspectiva de la Luna

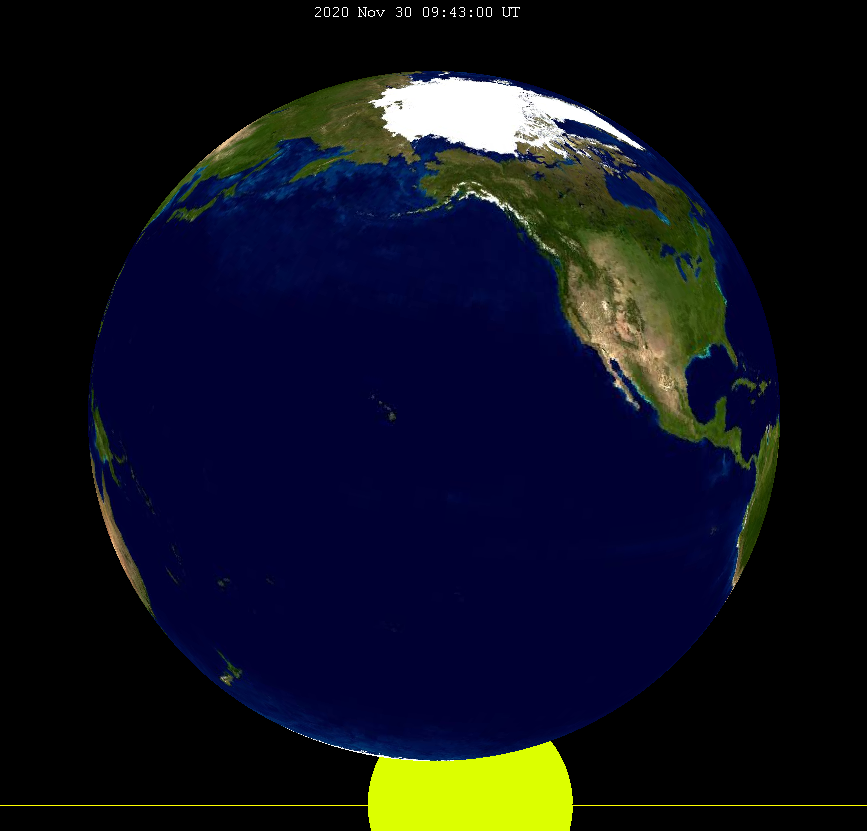
Esta simulación muestra la perspectiva desde la Luna al momento máximo del eclipse. El fenómeno fue visible completamente sobre Norteamérica.

## Eclipses relacionados

### Serie del año lunar
| Conjuntos de series de eclipses lunares de 2020 a 2023 | Conjuntos de series de eclipses lunares de 2020 a 2023 | Conjuntos de series de eclipses lunares de 2020 a 2023 | Conjuntos de series de eclipses lunares de 2020 a 2023 | Conjuntos de series de eclipses lunares de 2020 a 2023 | Conjuntos de series de eclipses lunares de 2020 a 2023 | Conjuntos de series de eclipses lunares de 2020 a 2023 | Conjuntos de series de eclipses lunares de 2020 a 2023 | Conjuntos de series de eclipses lunares de 2020 a 2023 |
| ------------------------------------------------------ | ------------------------------------------------------ | ------------------------------------------------------ | ------------------------------------------------------ | ------------------------------------------------------ | ------------------------------------------------------ | ------------------------------------------------------ | ------------------------------------------------------ | ------------------------------------------------------ |
| Nodo descendente                                       | Nodo descendente                                       | Nodo descendente                                       | Nodo descendente                                       |                                                        | Nodo ascendente                                        | Nodo ascendente                                        | Nodo ascendente                                        | Nodo ascendente                                        |
| Saros                                                  | Fecha                                                  | Tipo                                                   | Gamma                                                  | Saros                                                  | Fecha                                                  | Tipo                                                   | Gamma                                                  |                                                        |
| 111                                                    | 5 de junio de 2020                                     | Penumbral                                              | 1.24063                                                | 116                                                    | 30 de noviembre de 2020                                | Penumbral                                              | -1.13094                                               |                                                        |
| 121                                                    | 26 de mayo de 2021                                     | Total                                                  | 0.47741                                                | 126                                                    | 19 de noviembre de 2021                                | Parcial                                                | -0.45525                                               |                                                        |
| 131                                                    | 16 de mayo de 2022                                     | Total                                                  | -0.25324                                               | 136                                                    | 8 de noviembre de 2022                                 | Total                                                  | 0.25703                                                |                                                        |
| 141                                                    | 5 de mayo de 2023                                      | Penumbral                                              | -1.03495                                               | 146                                                    | 28 de octubre de 2023                                  | Parcial                                                | 0.94716                                                |                                                        |
|                                                        |                                                        |                                                        |                                                        |                                                        |                                                        |                                                        |                                                        |                                                        |
| Último conjunto                                        | 5 de julio de 2020                                     | 5 de julio de 2020                                     | 5 de julio de 2020                                     | Último conjunto                                        | Eclipse lunar de enero de 2020                         | Eclipse lunar de enero de 2020                         | Eclipse lunar de enero de 2020                         |                                                        |
|                                                        |                                                        |                                                        |                                                        |                                                        |                                                        |                                                        |                                                        |                                                        |
| Siguiente conjunto                                     | 25 de marzo de 2024                                    | 25 de marzo de 2024                                    | 25 de marzo de 2024                                    | Siguiente conjunto                                     | 18 de septiembre de 2024                               | 18 de septiembre de 2024                               | 18 de septiembre de 2024                               |                                                        |

## Galería

Mineápolis, 1:45 UTC y 9:24 UTC
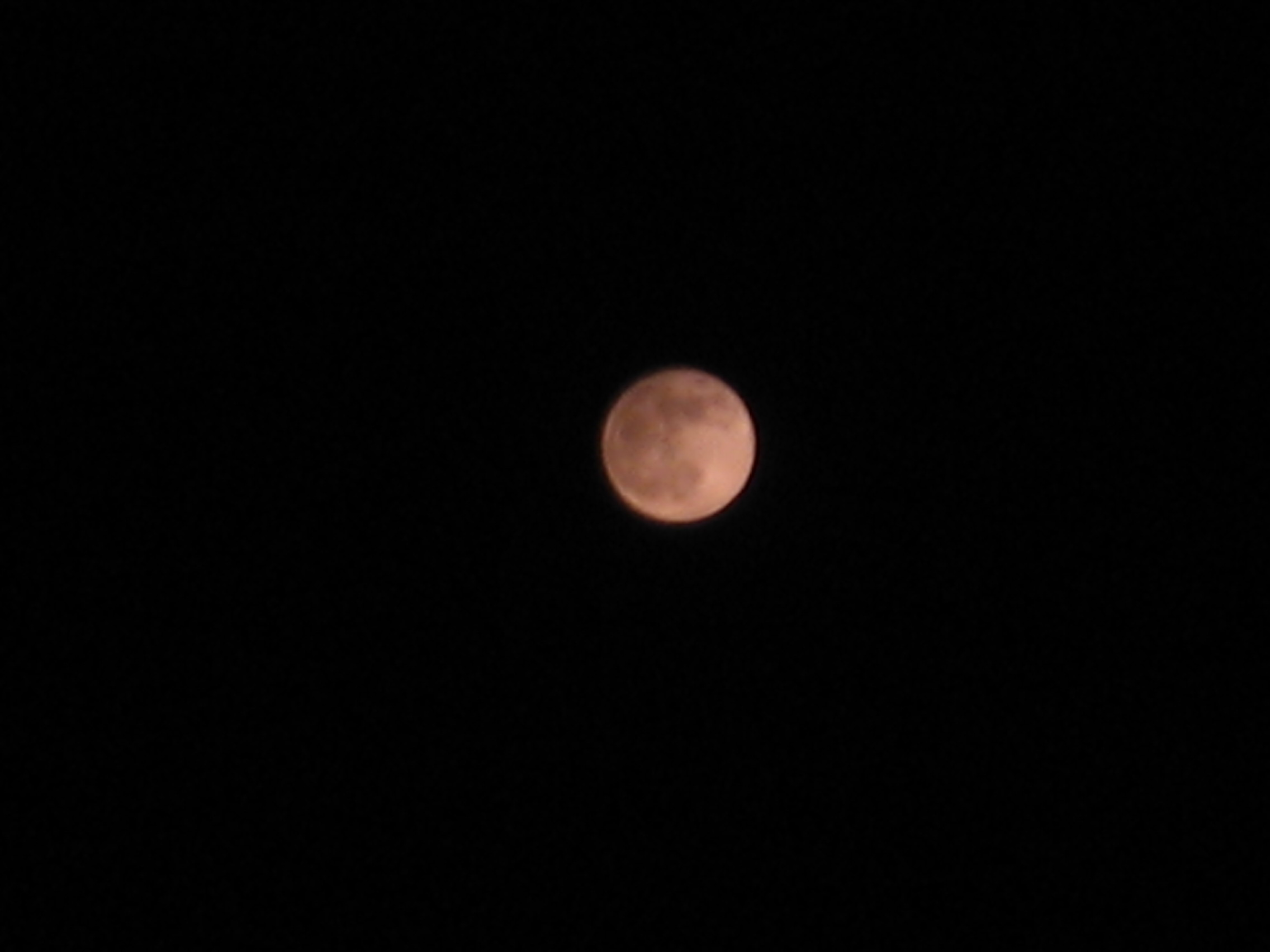
Hefei, China, 10:03 UTC